# Meningocele
El término meningocele se utiliza en medicina para designar la protrusión de las meninges a través de un defecto óseo en el cráneo o la columna vertebral, lo que da origen a la formación de un quiste visible desdel exterior que esta lleno de líquido cefalorraquídeo.
Una de las causas más frecuentes de meningocele es la existencia de espina bífida, que consiste en la fusión incompleta de los arcos vertebrales posteriores causada por un desarrollo anómalo del tubo neural durante la gestación. Este defecto congénito se puede localizar en cualquier punto a lo largo de la columna vertebral y provoca que la médula espinal y las membranas que la recubren (meninges) protruyan por la espalda del niño.
Si el quiste contiene solamente las meninges y líquido cefalorraquídeo, el término que se utiliza para designarlo es meningocele y sus consecuencias pueden no ser graves.
En cambio, cuando el quiste contiene además de las meninges y el líquido cefalorraquídeo, las raíces nerviosas de la médula espinal, o la médula en sí, se denomina mielomeningocele y sus consecuencias son más graves al comprometer las funciones locomotora y urinaria.

## Prevención
El desarrollo de los defectos congénitos del tubo neural entre los que se encuentra el meningocele, puede prevenirse ingiriendo en el mes previo al embarazo y durante los primeros meses de gestación, una dosis adecuada de ácido fólico. Por este motivo, las mujeres que planeen quedar embarazadas deben ponerse en contacto con su médico de familia, el cual las aconsejará sobre el tratamiento más adecuado en función de sus circunstancias personales.
Asimismo, las mujeres que ya han tenido un niño con un defecto del tubo neural, deben consultar a su médico antes de otro embarazo para determinar qué cantidad de ácido fólico deben tomar y durante cuanto tiempo.